# Championnat de Finlande de hockey sur glace 1989-1990
Saison précédente Saison suivante
La saison 1989-1990 est la quinzième saison de la SM-Liiga.
Le TPS Turku réussi tout comme la saison précédente à gagner la saison régulière puis les séries éliminatoires. Il devient ainsi le deuxième club depuis la création de la SM-liiga à conserver son titre.

## SM-liiga

### Déroulement
La saison régulière est disputée entre douze équipes qui jouent chacune 44 matchs.
Les deux premiers de la saison régulière sont qualifiés directement pour les demi-finales, les clubs classés de la troisième à la sixième place se rencontrent en quart de finale.
Les deux dernières équipes disputent des barrages contre les deux meilleures équipes de la 1. Divisioona pour déterminer qui jouera en élite la saison suivante.

### Saison régulière

#### Classement
|    | Équipe             | PJ | V  | N | D  | BP  | BC  | Diff | Pts |
| -- | ------------------ | -- | -- | - | -- | --- | --- | ---- | --- |
| 1  | TPS Turku          | 44 | 31 | 3 | 10 | 175 | 100 | +75  | 65  |
| 2  | Ilves Tampere      | 44 | 25 | 7 | 12 | 208 | 141 | +67  | 57  |
| 3  | HIFK               | 44 | 25 | 4 | 15 | 176 | 158 | +18  | 54  |
| 4  | JYP Jyväskylä      | 44 | 24 | 3 | 17 | 187 | 146 | +41  | 51  |
| 5  | Tappara Tampere    | 44 | 23 | 5 | 16 | 189 | 164 | +25  | 51  |
| 6  | KalPa Kuopio       | 44 | 24 | 3 | 17 | 205 | 202 | +3   | 51  |
| 7  | HPK Hämeenlinna    | 44 | 19 | 5 | 20 | 192 | 182 | +10  | 43  |
| 8  | SaiPa Lappeenranta | 44 | 20 | 1 | 23 | 172 | 205 | -33  | 41  |
| 9  | Lukko Rauma        | 44 | 17 | 4 | 23 | 166 | 170 | -4   | 38  |
| 10 | Jokerit Helsinki   | 44 | 15 | 3 | 26 | 165 | 183 | -18  | 33  |
| 11 | KooKoo Kouvola     | 44 | 7  | 4 | 33 | 109 | 220 | -111 | 18  |
| 12 | JoKP Joensuu       | 44 | 7  | 4 | 33 | 109 | 220 | -111 | 18  |

#### Meilleurs pointeurs
Cette section présente les meilleurs pointeurs de la saison régulière.
| #  | Joueur         | Équipe          | PJ | B  | A  | Pts |
| -- | -------------- | --------------- | -- | -- | -- | --- |
| 1  | Raimo Summanen | Ilves Tampere   | 40 | 39 | 31 | 70  |
| 2  | Igor Kuznetsov | HPK Hämeenlinna | 44 | 18 | 51 | 69  |
| 3  | Risto Kurkinen | JYP Jyväskylä   | 44 | 37 | 28 | 65  |
| 4  | Teppo Kivelä   | HPK Hämeenlinna | 44 | 27 | 34 | 61  |
| 5  | Juha Järvenpää | Ilves Tampere   | 37 | 28 | 31 | 59  |
| 6  | Risto Jalo     | Ilves Tampere   | 43 | 18 | 41 | 59  |
| 6  | Jari Lindroos  | JYP Jyväskylä   | 44 | 18 | 41 | 59  |
| 8  | Erkki Lehtonen | Tappara Tampere | 44 | 18 | 40 | 58  |
| 9  | Darius Rusnak  | KalPa Kuopio    | 44 | 29 | 24 | 53  |
| 10 | Kai Syrjänen   | Ilves Tampere   | 44 | 25 | 28 | 53  |

### Séries éliminatoires
Les quarts de finale et les demi-finales se jouent en cinq matchs, la finale en sept matchs. Le match pour la troisième place se joue en un seul match.

#### Tableau final
|  | Quarts de finale | Quarts de finale |                 |   | Demi-finales    | Demi-finales |  |  | Finale | Finale |
|  |                  |                  |                 |   |                 |              |  |  |        |        |
|  |                  |                  |                 |   |                 |              |  |  |        |        |
|  |                  |                  |                 |   |                 |              |  |  |        |        |
|  | HIFK             | 0                |                 |   |                 |              |  |  |        |        |
|  | HIFK             | 0                |                 |   |                 |              |  |  |        |        |
|  | KalPa Kuopio     | 2                |                 |   |                 |              |  |  |        |        |
|  | KalPa Kuopio     | 2                | TPS Turku       | 3 |                 |              |  |  |        |        |
|  |                  |                  | TPS Turku       | 3 |                 |              |  |  |        |        |
|  |                  |                  | KalPa Kuopio    | 0 |                 |              |  |  |        |        |
|  |                  |                  | KalPa Kuopio    | 0 |                 |              |  |  |        |        |
|  |                  |                  |                 |   |                 |              |  |  |        |        |
|  |                  |                  |                 |   |                 |              |  |  |        |        |
|  | TPS Turku        | 4                |                 |   |                 |              |  |  |        |        |
|  | TPS Turku        | 4                |                 |   |                 |              |  |  |        |        |
|  |                  | Ilves Tampere    | 2               |   |                 |              |  |  |        |        |
|  | JYP Jyväskylä    | Ilves Tampere    | 2               | 1 |                 |              |  |  |        |        |
|  | JYP Jyväskylä    |                  |                 | 1 |                 |              |  |  |        |        |
|  | Tappara Tampere  | 2                |                 |   |                 |              |  |  |        |        |
|  | Tappara Tampere  | 2                | Ilves Tampere   | 3 |                 |              |  |  |        |        |
|  |                  |                  | Ilves Tampere   | 3 | Troisième place |              |  |  |        |        |
|  |                  |                  | Tappara Tampere | 0 |                 |              |  |  |        |        |
|  | Tappara Tampere  | 1                | Tappara Tampere | 0 |                 |              |  |  |        |        |
|  | Tappara Tampere  | 1                |                 |   |                 |              |  |  |        |        |
|  | KalPa Kuopio     | 0                |                 |   |                 |              |  |  |        |        |
|  | KalPa Kuopio     | 0                |                 |   |                 |              |  |  |        |        |
|  |                  |                  |                 |   |                 |              |  |  |        |        |

#### Détail des scores
Quarts de finale
| Équipe       | Score | Équipe       |
| ------------ | ----- | ------------ |
| HIFK         | 3-4   | KalPa Kuopio |
| KalPa Kuopio | 4-0   | HIFK         |

| Équipe          | Score | Équipe          |
| --------------- | ----- | --------------- |
| JYP Jyväskylä   | 8-3   | Tappara Tampere |
| Tappara Tampere | 4-3   | JYP Jyväskylä   |
| JYP Jyväskylä   | 1-5   | Tappara Tampere |

Demi-finales
| Équipe       | Score | Équipe       | Note               |
| ------------ | ----- | ------------ | ------------------ |
| TPS Turku    | 3-1   | KalPa Kuopio |                    |
| KalPa Kuopio | 5-6   | TPS Turku    | Après prolongation |
| TPS Turku    | 5-1   | KalPa Kuopio |                    |

| Équipe          | Score | Équipe          |
| --------------- | ----- | --------------- |
| Ilves Tampere   | 5-4   | Tappara Tampere |
| Tappara Tampere | 4-5   | Ilves Tampere   |
| Ilves Tampere   | 6-3   | Tappara Tampere |

Match pour la troisième place
| Équipe          | Score | Équipe       |
| --------------- | ----- | ------------ |
| Tappara Tampere | 10-3  | KalPa Kuopio |

Finale
| Équipe        | Score | Équipe        |
| ------------- | ----- | ------------- |
| TPS Turku     | 1-4   | Ilves Tampere |
| Ilves Tampere | 1-4   | TPS Turku     |
| TPS Turku     | 2-3   | Ilves Tampere |
| Ilves Tampere | 0-7   | TPS Turku     |
| TPS Turku     | 5-3   | Ilves Tampere |
| Ilves Tampere | 3-6   | TPS Turku     |

### Trophées et récompenses
| Kanada-malja : Champion de Finlande             | TPS Turku                            |
| Trophée Kalevi-Numminen : Meilleur entraîneur   | Hannu Jortikka (TPS Turku)           |
| Trophée Jarmo-Wasama : Meilleur joueur recrue   | Vesa Viitakoski (SaiPa Lappeenranta) |
| Trophée Matti-Keinonen : Meilleur ratio +/-     | Mika Nieminen (Ilves Tampere)        |
| Trophée Raimo-Kilpiö : Joueur le plus fair-play | Juha Järvenpää (Ilves Tampere)       |
| Trophée Urpo-Ylönen : Meilleur gardien de but   | Jukka Tammi (Ilves Tampere)          |
| Trophée Pekka-Rautakallio : Meilleur défenseur  | Hannu Virta (TPS Turku)              |
| Trophée Aarne-Honkavaara : Meilleur buteur      | Raimo Summanen (Ilves Tampere)       |
| Trophée Veli-Pekka-Ketola : Meilleur pointeur   | Raimo Summanen (Ilves Tampere)       |

## Barrages de promotion/relégation
| Équipe              | Score | Équipe              |
| ------------------- | ----- | ------------------- |
| KooKoo Kouvola      | 4-1   | Kiekko-Reipas Lahti |
| Kiekko-Reipas Lahti | 8-2   | KooKoo Kouvola      |
| KooKoo Kouvola      | 6-7   | Kiekko-Reipas Lahti |
| Kiekko-Reipas Lahti | 6-1   | KooKoo Kouvola      |

| Équipe       | Score | Équipe       |
| ------------ | ----- | ------------ |
| Ässät Pori   | 3-2   | JoKP Joensuu |
| JoKP Joensuu | 4-5   | Ässät Pori   |
| Ässät Pori   | 9-4   | JoKP Joensuu |

Le Kiekko-Reipas Lahti et l'Ässät Pori sont promus en SM-liiga, l'Ässät Pori prenant au passage sa revanche sur les barrages de la saison précédente contre le JoKP Joensuu.

## 1.Divisoona
|    | Équipe                | PJ | V  | N | D  | BP  | BC  | Diff | Pts |
| -- | --------------------- | -- | -- | - | -- | --- | --- | ---- | --- |
| 1  | Ässät Pori            | 44 | 37 | 3 | 4  | 355 | 144 | +211 | 77  |
| 2  | Kiekko-Reipas Lahti   | 44 | 31 | 3 | 10 | 246 | 133 | +113 | 65  |
| 3  | Kärpät Oulu           | 44 | 30 | 3 | 11 | 255 | 141 | +114 | 63  |
| 4  | FoPS Forssa           | 44 | 28 | 2 | 14 | 279 | 179 | +100 | 58  |
| 5  | Karhu-Kissat Helsinki | 44 | 20 | 3 | 21 | 229 | 199 | +30  | 43  |
| 6  | Sport Vaasa           | 44 | 19 | 5 | 20 | 213 | 236 | -23  | 43  |
| 7  | Kiekko-67 Turku       | 44 | 20 | 2 | 22 | 190 | 208 | -18  | 42  |
| 8  | TuTo Turku            | 44 | 17 | 2 | 25 | 192 | 257 | -65  | 36  |
| 9  | Kiekko Espoo          | 44 | 17 | 1 | 26 | 214 | 229 | -15  | 35  |
| 10 | Ketterä Imatra        | 44 | 12 | 3 | 29 | 189 | 326 | -137 | 27  |
| 11 | KooVee Tampere        | 44 | 10 | 1 | 33 | 166 | 299 | -133 | 21  |
| 12 | Hokki Salo            | 44 | 9  | 0 | 35 | 169 | 346 | -177 | 18  |

Le Ässät Pori et le Kiekko-Reipas Lahti disputent les barrages d'accession à la SM-liiga.